# Hyaloscypha aureliella
Hyaloscypha aureliella är en svampart som först beskrevs av William Nylander och fick sitt nu gällande namn av Huhtinen 1990. 
Hyaloscypha aureliella ingår i släktet Hyaloscypha och familjen Hyaloscyphaceae.  Arten är reproducerande i Sverige. Inga underarter finns listade i Catalogue of Life.